# Кузьма Роман Володимирович
Кузьма́ Рома́н Володи́мирович, відомий під псевдонімами Туря́нський (або Тури́нський), Балаба́н, Кома́р, Лазарке́вич (25 травня 1894, с. Стриївка, нині Гори-Стрийовецькі Тернопільського району Тернопільської області — 16 липня 1940, м. Москва, нині РФ) — український комуністичний громадсько-політичний діяч.

## Життєпис
Навчався на медичному факультеті Львівського університету. Співзасновник «Інтернаціональної революційної соціал-демократичної молоді» (1915—1918), яка стала попередницею Комуністичної партії Західної України.
Редактор газет «Клич», «Вільна школа».
1915 року мобілізований до австрійської армії, згодом — медичний працівник в УГА. Член КПЗУ з 1918 року. Від 1919 року — в Наддніпрянській Україні: учасник бойових дій, полковий лікар у Червоній Армії, член КП(б)У.
У 1921—1924 роках — на викладацькій і профспілковій роботі у містах Бердичів (Житомирська область) і Погребище (Вінницька область).
По завершенні викладання у 1924 році повертається до Західної України. Член ЦК з 1924 року і Політбюро ЦК КПЗУ (з 1925 року), теоретик партії.
Редактор часописів «Культура», «Наша правда», «Вікна», «Світло».
Від 1926 року — представник партії в польській секції Комуністичного Інтернаціоналу.
У 1927—1928 роках разом із К. Максимовичем (Саврич) і Й. Кріликом очолював групу комуністів, опозиційну щодо політики в УСРР, зокрема, солідаризувався із Олександром Шумським. У 1928 році опублікував «Лист з Польщі», де критикував національну політику Йосипа Сталіна, за що виключений із партії.
1932 року на виклик Комінтерну переїхав до Москви, де працював у видавництві Профінтерну, редактором газети «Селянська газета».
8 лютого 1933 року Кузьму заарештували органи ДПУ, засуджений на 5 років ув'язнення. В 1939 році заарештовано повторно за звинуваченням у шпигунстві на користь Німеччини й Польщі, засуджений до розстрілу.
1956 року реабілітований посмертно.

## Праці
Автор публіцистичних статей.